# Теофиле Тюфекчията
Теофиле Тюфекчията (Туфекчията) е български революционер, деец на Вътрешната македоно-одринска революционна организация.

## Биография
Теофиле Тюфекчията е роден в град Енидже Вардар (Па̀зар), тогава в Османската империя, днес Яница в Гърция. Занимава се основно с търговия, но в същото време членува във ВМОРО от самото основаване на Ениджевардарския революционен комитет. Той снабдява организацията с оръжие от турския търговец Исин Ефенди и го предава на Миле Каяфов. Убит е от гъркомани, вероятно в родния си град около 1906 година.